# TheOdd1sOut
Robert James Rallison (Chandler, 4 mei 1996), online bekend als TheOdd1sOut (ook gespeld als The Odd 1s Out of Odd1sOut), is een Amerikaanse youtuber. In december 2020 had zijn primaire YouTube-kanaal 16,1 miljoen abonnees. Zijn secundaire YouTube-kanaal (TheOdd2sOut) had toen meer dan 2,7 miljoen abonnees.

## Carrière
Op 30 augustus 2014 begon James Rallison zijn YouTube-kanaal als theodd1sout-strip. Hij begon geanimeerde video's te publiceren waarin hij vertelt over zijn levensverhaal, zijn gedachten en meningen. In april 2016 had zijn kanaal meer dan 278.000 abonnees gekregen, wat hem in totaal meer dan 400.000 abonnees opleverde. Zijn video's over werken bij Subway, die hij komisch "Sooubway" noemt, zijn op Foodbeast vertoond. De schrijver van de website, Peter Pham, beschreef de video's van Rallison als "geweldig" en "hilarisch".
In 2017 noemde Dave Trumbore van Collider Rallison een van de vijf youtubers die 'klaar waren voor mainstream succes'. In 2018 beoordeelde Kristin Brantley van Culturess zijn kanaal en webcomics positief en schreef: "Je zult vastgelijmd aan het scherm kijken terwijl je al deze hilarische clips bekijkt en al zijn geweldige strips leest."
Op 2 december 2017 creëerde Rallison een tweede kanaal, TheOdd2sOut, waarin hij extra inhoud uploadt zonder animatie. Op 3 april 2018 bereikte TheOdd2sOut 1 miljoen abonnees. Op 19 juli 2018 uploadde Rallison zijn eerste nummer genaamd "Life is Fun", met Boyinaband. Het ontving bijna 95 miljoen views. In 2018 werd hij genomineerd voor de 8e Streamy Awards in de categorie "Animatie". Zijn geanimeerde personage verscheen in de creditscène van YouTube Rewind: The Shape of 2017 en in de universeel gepande YouTube Rewind 2018: Everyone Controls Rewind, waar hij een sprekende rol heeft. Op 24 januari 2019 bereikte het hoofdkanaal van Rallison 10 miljoen abonnees.
Op 12 maart 2019 stond Rallison in MrBeast's $ 200.000 YouTuber Battle Royale-video. Hij zat in een team met Jaiden Animations en Anthony Padilla en zij wonnen de eerste ronde. Op 28 oktober 2019 gaf Rallison de verdiensten die hij verdiende met de youtuber "Battle Royale" aan #TeamTrees, een non-profitorganisatie die door MrBeast is gestart en die tegen het einde van 2019 20 miljoen bomen wil planten.

## Ander werk
Rallison schreef een boek getiteld The Odd 1s Out: How to Be Cool and Other Things I Definitely Learned from Growing Up, dat op 31 juli 2018 werd uitgebracht. Het stond op nummer 12 in de categorie "trade paperback" op de bestsellerlijst van Publishers Weekly op 13 augustus 2018 en heeft het bordspel “Can’t Catch Harry” uitgebracht.